# عمرو عادل
عمرو عادل هو مدافع كرة قدم مصري معتزل.
كان عادل لاعب بصفوف نادي طلائع الجيش منذ بداية موسم 2005، ثم لفت أنظار الزمالك لينتقل إليه في موسم 2008\2009.
لكنه لم يشارك كثيرا مع فريقه الجديد إلا في عدد قليل من المباريات، في ظل اعتماد الأجهزة الفنية المتتالية للزمالك على عمرو الصفتي ومحمود فتح الله وأحمد مجدي وهاني سعيد.
ثم أنتقل من الزمالك لنادي وادي دجلة - الصاعد لأول مرة في تاريخه للدوري المصري الممتاز - مقابل 500 ألف جنيه في 1 يوليو 2010.

## وصلات خارجية
- عمرو عادل - من موقع نادي وادي دجلة الرسمي
- عمرو عادل - على موقع انتقالات اللاعبين